# Touffailles
Touffailles är en kommun i departementet Tarn-et-Garonne i regionen Occitanien i södra Frankrike. Kommunen ligger i kantonen Bourg-de-Visa som tillhör arrondissementet Castelsarrasin. År 2022 hade Touffailles 336 invånare.

## Befolkningsutveckling
Antalet invånare i kommunen Touffailles
| Referens: INSEE |